# 楊錦鴻
楊錦鴻 （英語：YEUNG Kam Hung）（1970年1月14日—2021年3月30日），綽號「金毛鴻」及「金毛」，香港著名的馬拉松跑手，他任職威爾斯親王醫院放射治療部高級機電技術員，因減重而開始跑步並愛上了長跑。他由2009年至2017年，前後用了8年時間，成功挑戰世界六大馬拉松賽事，成為香港第二名以「Sub-3」（三小時內）成績完成世界六大馬拉松的跑手。由於他經常分享跑步心得及發放正面訊息，深得跑友們的讚揚。2021年3月30日，他因癌症辭世，終年51歲。

## 生平

### 早期經歷
楊錦鴻1970年1月14日出生於香港，中學就讀聖公會林裘謀中學，1987年中學畢業後升讀香港理工學院的電子學高等證書課程，1993年畢業後在醫院放射治療部任職機械員。最後於威爾斯親王醫院放射治療部高級機電技術員，家住沙田馬鞍山。
楊錦鴻自小是運動健將，喜歡踢足球當前鋒，但由於結婚後少了做運動，體重不斷增加，2003至2004年時，體重已經接近200磅。他嘗試試過參與踢足球和划龍舟活動來減肥，但效果都不理想。

### 長跑之路
2006年夏天開始，楊錦鴻以跑步來減肥，並加入了田徑會，慢慢愛上了長跑。翌年他參加香港西貢舉行的中國海岸馬拉松中的「全馬」（42.195公里的「全程馬拉松」）賽事，並以3小時40分完成他首個馬拉松賽事。同年3月參加渣打香港馬拉松，3小時31分完成。2008年，他再參與渣打香港馬拉松，並以3小時05分跑完。透過18個月的跑步運動，他的體重亦由190多磅減至138磅。
由2009年開始，他每年跑兩三次馬拉松，多數都能少於3小時完成。2009年1月，他到廈門參加馬拉松並以 2小時58分04秒跑畢全程，這是他首次在香港以外參加的馬拉松，亦是首次達到「Sub-3」成績。同年9月，他因公事飛去荷蘭接受訓練，於是順道報名參與德國柏林舉行的馬拉松賽事，最後以2小時54分40秒完成了他的第一場世界六大馬拉松。
2013年，東京馬拉松首次成為全球六大馬拉松之一，他赴日本東京參賽，並以2小時53分完成。翌年4月，他首次帶上太太與女兒出發，參加美國波士頓的馬拉松賽事，由於出發前的訓練不足，他以2小時59分11秒完成賽事，僅符合「Sub-3」的標準。2015年2月，他再赴日本第二次參加東京馬拉松賽事，並以2小時51分42秒完成。
2016年，楊錦鴻立下決心挑戰六大馬拉松賽事，於是一年內參加了兩場馬拉松賽事。4月時，他在各方好友支持下以慈善名額參加英國的倫敦馬拉松賽事，賽事的跑綫很特別，途經各大名勝景點，穿插在不同特色的建築物下，終點更在白金漢宮，他以2小時53分41秒完成。同年11月，他遠赴美國參加紐約舉行馬拉松，賽道經過多條高架橋，難度偏高，由於他想超越以往的成績，導至訓練過度，結果長跑時引發了很多舊患，包括脛骨前肌、左腳膕繩肌、腰與後背部的傷患，最後他以2小時58分17秒跑完。
2017年10月，他再遠征美國，參加芝加哥舉行的馬拉松賽事。因他身上仍有舊傷患，練習量不足，他自覺只有7成水準。但由於經過多年海外比賽經驗，他提早一星期到美國以適應時差，獲得充足的睡眠和休息，結果以2小時57分07秒完成他的第六場Sub-3馬拉松賽事，由2009年至2017年，前後用了8年完成自己「以 Sub-3 完成世界六大馬拉松」的夢想，成香港第二位「Sub-3」完成世界六大馬拉松的跑手。
2018年3月，太太 Mandy 受他影響參加了在日本舉行的名古屋國際女子馬拉松，他則成功申請成為該比賽的「禮服男」，負責頒獎給完成比賽的女跑手。 2018年12月，他首次和太太同場出賽，參與日本的埼玉國際馬拉松。

### 癌病初癒
2019年，49歲的楊錦鴻在準備參加大阪馬拉松之際，發現體能突然下降及曾經久咳不癒，同年10月尾入院檢查，發現右邊肺部有約5厘米的腫瘤，確診患上肺癌第三期，但他繼續以樂觀態度面對人生。經過四次化療後，癌細胞縮小，最後成功以手術切除右邊肺部三分一的肺葉，身體慢慢康復。
翌年1月12日，他在元朗錦上路旦花王餐廳中舉辦「金毛50生日會暨極地同行金毛跑會及癌症藥物治療資助基金發佈會」，宣佈與「極地同行」創辦人盧俊賢及「新希望慈善基金」成立「極地同行金毛跑會及癌症藥物治療資助基金」，為有需要的癌症病人提供上限3萬元的藥物資助。他指出「助人比跑步成績更重要！」，希望以樂觀積極的態度帶出正能量幫助其他癌症患者。

### 癌病復發
2020年9月，他的健康轉差，經檢驗證實癌症復發，癌細胞已經由肺部擴散至其他器官，情況等同第四期癌症。他再次接受化療、免疫治療及標靶藥。但病情一直反覆，他的心肺功能變得非常虛弱，即使進行簡單的上落樓梯活動也有困難。

### 病危入院
2021年3月24日，他因呼吸困難入沙田威爾斯親王醫院治療，需要用氧氣協助呼吸。3月26日，楊錦鴻在面書透露，主診醫生告知他，病情已經到了不可逆轉的狀態，因為肺癌令心臟開始衰竭，生命隨時完結，但自言「我內心充滿平安沒有恐懼」，希望大家不要太難過，要把他永記心中。3月28日，他的親朋好友於晚上8時至9時透過視像形式舉行「金毛銀河系親朋好友集氣會」，為他祝福及打氣。翌日，楊錦鴻在面書貼上與腫瘤科醫生莫樹錦的合照，他在相中面露微笑並豎起姆指，留言「多謝莫教授帶領我到終點前！無言感激永不放棄！」
2021年3月30日下午，楊錦鴻於威爾斯親王醫院病逝，終年51歲。香港跑手陳家豪、蘇凱男、莫紫凌，以及名人林海峰、徐濠縈、柳俊江等紛紛在社交網站留言悼念。

## 馬拉松賽事
楊錦鴻熱愛馬拉松長跑，他曾參加超過30場不同地區舉行的「全馬」賽事，當中20次能在3小時內完成，包括被稱為「世界馬拉松大滿貫」的六大（波士頓、倫敦、柏林、芝加哥、紐約及東京）國際馬拉松賽事。2017年10月，繼陳發強之後，楊錦鴻成為香港第二名以「Sub-3」成績完成世界六大馬拉松的跑手。
除了落場作跑手外，亦會用其他身分參與，他曾為渣打香港馬拉松擔任全馬挑戰組的領跑員，及於名古屋國際女子馬拉松擔任「禮服男」。
| 日期           | 賽事                  | 完成時間              |
| 2007年1月21日  | 中國海岸馬拉松        | 3小時40分             |
| 2007年3月4日   | 渣打香港馬拉松        | 3小時31分             |
| 2008年1月20日  | 中國海岸馬拉松        | 3小時19分             |
| 2008年2月17日  | 渣打香港馬拉松        | 3小時05分             |
| 2009年1月3日   | 廈門馬拉松            | 2小時58分04秒         |
| 2009年2月8日   | 渣打香港馬拉松        |                       |
| 2009年9月20日  | 柏林馬拉松*           | 2小時54分40秒         |
| 2010年1月2日   | 廈門馬拉松            | 2小時56分43秒         |
| 2010年2月28日  | 渣打香港馬拉松        | 3小時09分             |
| 2011年1月2日   | 廈門馬拉松            |                       |
| 2011年2月20日  | 渣打香港馬拉松        |                       |
| 2011年3月20日  | 首爾馬拉松            | 2小時58分             |
| 2011年10月30日 | 大阪馬拉松            |                       |
| 2012年1月7日   | 廈門馬拉松            |                       |
| 2012年3月11日  | 京都馬拉松            | 2小時56分             |
| 2012年11月25日 | 大阪馬拉松            |                       |
| 2013年2月24日  | 東京馬拉松*           | 2小時53分             |
| 2013年11月17日 | 神戶馬拉松            |                       |
| 2014年4月21日  | 波士頓馬拉松*         | 2小時59分11秒         |
| 2014年11月9日  | 福岡國際馬拉松        | 2小時55分             |
| 2015年1月25日  | 渣打香港馬拉松        | 2小時56分             |
| 2015年2月22日  | 東京馬拉松*           | 2小時51分42秒         |
| 2015年9月27日  | 柏林馬拉松*           | 2小時56分09秒         |
| 2015年12月6日  | 澳門國際馬拉松        | 3小時30分33秒         |
| 2016年4月24日  | 倫敦馬拉松*           | 2小時53分41秒         |
| 2016年11月6日  | 紐約馬拉松*           | 2小時58分17秒         |
| 2017年10月8日  | 芝加哥馬拉松*         | 2小時57分07秒         |
| 2018年1月21日  | 渣打香港馬拉松        | 3小時15分23秒         |
| 2018年12月9日  | 埼玉國際馬拉松        | 2小時55分             |
| 2019年2月17日  | 渣打香港馬拉松        | 3小時29分18秒         |
| 註             | *：世界六大馬拉松賽事 | *：世界六大馬拉松賽事 |

## 其他體育活動
楊錦鴻熱愛運動，除了「全馬」賽事，還參加過扒龍舟、跑山賽、毅行者、越野馬拉松等體育活動。
| 日期           | 賽事                                    | 完成時間       |
| 2005年10月5日  | 樂施毅行者                              | 22小時         |
| 2006年10月1日  | Walkathon                               | 7小時13分      |
| 2007年2月11日  | 大浪灣跑山賽(32K)                       | 3小時34分51秒  |
| 2007年4月15日  | Round the Island Time Trial - Truegrit  | 9小時27分      |
| 2007年10月21日 | 「苗圃挑戰12小時」慈善越野馬拉松（42K） | 4小時47分53秒  |
| 2007年12月7日  | 樂善行                                  | 3小時20分      |
| 2008年11月7日  | 樂施毅行者                              | 19小時03分34秒 |
| 2010年11月19日 | 樂施毅行者                              | 17小時35分48秒 |

## 家庭
楊錦鴻己婚，育有一女。妻子 Mandy Chiu 受他影響下亦愛上長跑，2017年首次參加10公里的馬拉松長跑，並以54分鐘完成；翌年3月更赴日本參加名古屋國際女子馬拉松。2018年12月，夫婦同場出賽日本的埼玉國際馬拉松。女兒 Yo Yo (Yo Yee)於2003年出生。

## 外部連結
- Kam Mo Yeung (金毛鴻)
- 「HA問人‧人問HA」馬拉松篇：從天光跑到天黑